# 2001 (Dr. Dre)
2001, a volte chiamato Chronic 2001 o Dr. Dre 2001, è il secondo album in studio del rapper e produttore discografico statunitense Dr. Dre, pubblicato il 16 novembre 1999 dalla sua etichetta discografica Aftermath Entertainment e dalla Interscope Records.
2001 ha debuttato al secondo posto sulla classifica Billboard 200 con oltre 550 000 copie vendute nella prima settimana. Ad oggi, sono state vendute oltre 6 milioni di copie negli Stati Uniti ed oltre 12 milioni nel mondo.

## Tracce
1. Lolo (feat. Xzibit & Tray-Dee) (Intro) – 0:41
2. The Watcher (feat. Eminem & Knoc-turn'al) – 3:26 (Andre Young, William Griffin)
3. Fuck You (feat. Devin the Dude & Snoop Dogg) – 3:25 (Andre Young, Brian Bailey, Calvin Broadus, Devin Copeland)
4. Still D.R.E. (feat. Snoop Dogg) – 4:30 (Andre Young, Melvin Bradford, Scott Storch, Shawn Carter)
5. Big Ego's (feat. Hittman) – 3:57 (Young, Bailey, Bradford, Storch, Tracy Curry, Richard Bembery)
6. Xxplosive (feat. Hittman, Kurupt, Nate Dogg & Six-Two) – 3:35 (Young, Bailey, Ricardo Brown, Craig Longmiles, Nathaniel Hale)
7. What's the Difference (feat. Eminem & Xzibit) – 4:04 (Bradford, Mathers, Bembery, Alvin Joiner, Stefan Harris)
8. Bar One (feat. Traci Nelson, Ms. Roq & Eddie Griffin) (skit) – 0:51 (Traci Nelson, Ms. Roq & Eddie Griffin)
9. Light Speed (feat. Hittman) – 2:40 (Young, Bailey)
10. Forgot About Dre (feat. Eminem) – 3:42 (Young, Bradford, Mathers)
11. The Next Episode (feat. Snoop Dogg) – 2:41 (Young, Bailey, Bradford, Broadus)
12. Let's Get High (feat. Hittman, Kurupt & Ms. Roq) – 2:27 (Young, Bailey, Mathers, Brown, Racquel Weaver)
13. Bitch Niggaz (feat. Snoop Dogg, Hittman & Six-Two) – 4:13 (Bailey, Bradford, Broadus, Longmiles)
14. The Car Bomb (feat. Mel-Man & Charis Henry) (skit) – 1:00
15. Murder Ink (feat. Hittman & Ms. Roq) – 2:28 (Young, Bailey, Weaver)
16. Ed-Ucation (feat. Eddie Griffin) (skit) – 1:32
17. Some L.A. Niggaz (feat. Defari, Xzibit, Knoc-turn'al, Time Bomb, King T, MC Ren & Kokane) – 4:25 (Young, Bailey, Joiner, Duane Johnson, Royal Harbor, Marquese Holder, Roger McBride)
18. Pause 4 Porno (feat. Jake Steed) (skit) – 1:32
19. Housewife (feat. Kurupt & Hittman) – 4:02 (Young, Bailey, Bradford, Brown, Curry)
20. Ackrite (feat. Hittman) – 3:39 (Young, Bailey, Bradford)
21. Bang Bang (feat. Knoc-turn'al & Hittman) – 3:42 (Young, Bailey, Mathers, Harbor)
22. The Message (feat. Mary J. Blige & Rell) – 5:04 (Ryan Montgomery)
23. Outro (feat. Tommy Chong) – 0:25 (Ryan Montgomery)

## Classifiche

### Classifiche settimanali
| Classifica (1999-22) | Posizione massima |
| -------------------- | ----------------- |
| Australia            | 26                |
| Austria              | 50                |
| Belgio (Fiandre)     | 13                |
| Belgio (Vallonia)    | 36                |
| Canada               | 3                 |
| Danimarca            | 35                |
| Finlandia            | 27                |
| Francia              | 15                |
| Germania             | 20                |
| Irlanda              | 7                 |
| Norvegia             | 26                |
| Nuova Zelanda        | 11                |
| Paesi Bassi          | 17                |
| Regno Unito          | 4                 |
| Stati Uniti          | 2                 |
| Svezia               | 57                |
| Svizzera             | 26                |

### Classifiche di fine anno
| Classifica (2000) | Posizione |
| ----------------- | --------- |
| Belgio (Fiandre)  | 28        |
| Francia           | 41        |
| Germania          | 45        |
| Nuova Zelanda     | 19        |
| Paesi Bassi       | 30        |
| Regno Unito       | 39        |
| Classifica (2001) | Posizione |
| Regno Unito       | 66        |
| Classifica (2019) | Posizione |
| Belgio (Fiandre)  | 119       |
| Classifica (2020) | Posizione |
| Belgio (Fiandre)  | 117       |
| Classifica (2021) | Posizione |
| Belgio (Fiandre)  | 124       |
| Classifica (2022) | Posizione |
| Australia         | 71        |
| Belgio (Fiandre)  | 83        |
| Belgio (Vallonia) | 169       |
| Stati Uniti       | 135       |
| Svizzera          | 78        |
| Classifica (2023) | Posizione |
| Nuova Zelanda     | 29        |
| Stati Uniti       | 191       |
| Svizzera          | 55        |
| Classifica (2024) | Posizione |
| Portogallo        | 177       |